# Angelo (Wisconsin)
Angelo es un municipio del condado de Monroe, Wisconsin, Estados Unidos. Tiene una población estimada, a mediados de 2023, de 1711 habitantes.

## Geografía
Está ubicado en las coordenadas 43°55′09″N 90°44′02″O / 43.91917, -90.73389 (43.919219, -90.73395). Según la Oficina del Censo,tiene una superficie total de 89.4 km², de los cuales 89.1 km² corresponden a tierra firme y 0.3 km² están cubiertos de agua.

## Demografía
Según el censo de 2020, en ese momento había 1697 personas residiendo en la zona. La densidad de población era de 19.0 hab./km². El 86.56% de los habitantes eran blancos, el 3.95% eran afroamericanos, el 0.06% era amerindio, el 0.82% eran asiáticos, el 0.47% eran isleños del Pacífico, el 2.65% eran de otras razas y el 5.48% eran de una mezcla de razas. Del total de la población, el 6.60% eran hispanos o latinos de cualquier raza.